# Danh sách cầu thủ tham dự Cúp bóng đá châu Á 1968
Đây là các đội hình tham dự Cúp bóng đá châu Á 1968 diễn ra ở Iran.

## Iran
Huấn luyện viên:  Mahmoud Bayati
| Số | VT | Cầu thủ                | Ngày sinh (tuổi)                    | Trận | Bàn | Câu lạc bộ |
| -- | -- | ---------------------- | ----------------------------------- | ---- | --- | ---------- |
|    | TM | Aziz Asli              | ngày 9 tháng 4 năm 1938 (aged 30)   |      |     | Persepolis |
|    | TM | Faramarz Zelli         | ngày 31 tháng 12 năm 1940 (aged 28) |      |     | Pas        |
|    | TV | Abdollah Saedi         | ngày 24 tháng 8 năm 1942 (aged 26)  |      |     | Shahin     |
|    | HV | Mehrab Shahrokhi       | ngày 2 tháng 2 năm 1944 (aged 24)   |      |     | Paykan     |
|    | HV | Jafar Kashani          | ngày 21 tháng 3 năm 1944 (aged 24)  |      |     | Persepolis |
|    | HV | Hassan Habibi          | ngày 7 tháng 2 năm 1939 (aged 29)   |      |     | Pas        |
|    | HV | Mostafa Arab           | ngày 13 tháng 8 năm 1941 (aged 27)  |      |     | Oghab      |
|    | TV | Karo Haghverdian       | ngày 11 tháng 1 năm 1945            |      |     | Taj        |
|    | TV | Fariborz Esmaeili      | ngày 1 tháng 7 năm 1940 (aged 28)   |      |     | Taj        |
|    | TV | Parviz Ghelichkhani    | ngày 4 tháng 12 năm 1945 (aged 23)  |      |     | Taj        |
|    | TV | Gholam Hossein Farzami | ngày 12 tháng 6 năm 1948 (aged 20)  | 8    | 1   | Taj        |
|    | TĐ | Asghar Sharafi         | ngày 22 tháng 12 năm 1942 (aged 26) |      |     | Pas        |
|    | TĐ | Hossein Kalani         | ngày 23 tháng 1 năm 1945 (aged 23)  |      |     | Persepolis |
|    | TĐ | Akbar Eftekhari        | ngày 7 tháng 12 năm 1943 (aged 25)  |      |     | Taj        |
|    | TĐ | Homayoun Behzadi       | ngày 20 tháng 6 năm 1942 (aged 26)  |      |     | Paykan     |
|    | TV | Ali Jabbari            | ngày 20 tháng 7 năm 1946 (aged 20)  |      |     | Taj        |

## Israel
Huấn luyện viên:  Milovan Ćirić
| Số | VT | Cầu thủ            | Ngày sinh (tuổi)            | Trận | Bàn | Câu lạc bộ         |
| -- | -- | ------------------ | --------------------------- | ---- | --- | ------------------ |
|    | TM | Itzhak Vissoker    | 18 tháng 9, 1944 (23 tuổi)  | 14   | 0   | Hapoel Petah Tikva |
|    | TM | Haim Levin         | 3 tháng 3, 1937 (31 tuổi)   | 15   | 0   | Maccabi Tel Aviv   |
|    | HV | Menahem Bello      | 26 tháng 12, 1947 (20 tuổi) | 14   | 0   | Maccabi Tel Aviv   |
|    | HV | Dani Shmulevich    | 29 tháng 11, 1940 (27 tuổi) | 23   | 0   | Maccabi Haifa      |
|    | HV | Itzhak Marili      | 12 tháng 5, 1945 (22 tuổi)  | 2    | 0   | Hapoel Jerusalem   |
|    | HV | David Karako       | 11 tháng 2, 1944 (24 tuổi)  | 3    | 0   | Maccabi Tel Aviv   |
|    | HV | Itzhak Drucker     | 3 tháng 6, 1947 (20 tuổi)   | 6    | 0   | Hapoel Petah Tikva |
|    | HV | Zvi Rosen          | 23 tháng 6, 1947 (20 tuổi)  | 2    | 0   | Maccabi Tel Aviv   |
|    | TV | Dani Borsuk        | 16 tháng 2, 1944 (24 tuổi)  | 6    | 0   | Hapoel Tel Aviv    |
|    | TV | Haim Nurieli       | 1 tháng 5, 1943 (25 tuổi)   | 2    | 0   | Hapoel Tel Aviv    |
|    | TV | Moshe Asis         | 9 tháng 10, 1943 (24 tuổi)  | 13   | 1   | Maccabi Tel Aviv   |
|    | TV | Shmuel Rosenthal   | 22 tháng 4, 1947 (21 tuổi)  | 14   | 1   | Hapoel Petah Tikva |
|    | TĐ | George Borba       | 12 tháng 7, 1944 (23 tuổi)  | 9    | 4   | Hapoel Tel Aviv    |
|    | TĐ | Giora Spiegel      | 27 tháng 7, 1947 (20 tuổi)  | 10   | 5   | Maccabi Tel Aviv   |
|    | TĐ | Mordechai Spiegler | 19 tháng 8, 1944 (23 tuổi)  | 27   | 13  | Maccabi Netanya    |
|    | TĐ | Moshe Romano       | 6 tháng 5, 1946 (22 tuổi)   | 5    | 1   | Shimshon Tel Aviv  |
|    | TĐ | Rahamim Talbi      | 17 tháng 5, 1943 (24 tuổi)  | 18   | 5   | Maccabi Tel Aviv   |
|    | TĐ | Roby Young         | 15 tháng 5, 1942 (25 tuổi)  | 37   | 5   | Hapoel Haifa       |

## Miến Điện
Huấn luyện viên: 
| Số | VT | Cầu thủ          | Ngày sinh (tuổi) | Trận | Bàn | Câu lạc bộ |
| -- | -- | ---------------- | ---------------- | ---- | --- | ---------- |
|    | TM | Tin Aung         |                  |      |     |            |
|    | HV | Maung Maung Mynt |                  |      |     |            |
|    | HV | Maung Maung Tin  |                  |      |     |            |
|    | HV | Myo Win Nyunt    |                  |      |     |            |
|    | HV | Maung Hla Pe     |                  |      |     |            |
|    | TV | Aye Maung I      |                  |      |     |            |
|    | TV | Aye Maung Lay    |                  |      |     |            |
|    | TV | Aung Khi         |                  |      |     |            |
|    | TĐ | Suk Bahadur      |                  |      |     |            |
|    | TĐ | Ba Pu            |                  |      |     |            |
|    | TĐ | Win Aung         |                  |      |     |            |
|    | TM | Tin Win          |                  |      |     |            |
|    | HV | Pe Khin          |                  |      |     |            |
|    | TV | Tin Han          |                  |      |     |            |
|    | TV | Hla Kya          |                  |      |     |            |
|    | TV | Ye Nyunt         |                  |      |     |            |
|    | TV | Saw Win          |                  |      |     |            |
|    | TV | Soe Myint        |                  |      |     |            |
|    | TĐ | Tin Aung Moe     |                  |      |     |            |
|    | TĐ | Maung Hla Htay   |                  |      |     |            |

## Hồng Kông
Huấn luyện viên:  Tang Sum(鄧森)
| Số | VT | Cầu thủ                 | Ngày sinh (tuổi) | Trận | Bàn | Câu lạc bộ          |
| -- | -- | ----------------------- | ---------------- | ---- | --- | ------------------- |
|    | TM | Lo Tak Kuen(盧德權)     |                  |      |     |                     |
|    | TM | Mui Wing Tat(梅永達)    |                  |      |     |                     |
|    |    | Chan Siu Hung(陳少雄)   |                  |      |     |                     |
|    |    | Tse Kwok Keung(謝國強)  |                  |      |     |                     |
|    |    | Liu Kam Ming(廖錦明)    |                  |      |     |                     |
|    |    | Cheng Yung Yu(鄭潤如)   |                  |      |     |                     |
|    |    | Chan Ping Kwong(陳炳光) |                  |      |     |                     |
|    |    | Lai Po Chung(黎寶忠)    |                  |      |     |                     |
|    |    | Kung Wah Kit(龔華傑)    |                  |      |     |                     |
|    |    | Lee Kwok Keung(李國強)  |                  |      |     |                     |
|    | TĐ | Yip Sheung Wa(葉尚華)   |                  |      |     | Rangers             |
|    |    | Cheung Yiu Kwok(張耀國) |                  |      |     |                     |
|    |    | Ho Cheung Yau(何祥友)   |                  |      |     | South Trung Quốc AA |
|    |    | Yuen Kuen To(袁權韜)    |                  |      |     |                     |
|    |    | Yuen Kuen Yik(袁權益)   |                  |      |     |                     |
|    |    | Cheng Kwok Kun(鄭國根)  |                  |      |     |                     |
|    |    | Ho Yiu Keung(何耀強)    |                  |      |     |                     |
|    |    | Kwong Yin Ying(鄺演英)  |                  |      |     |                     |

Hong Kong national team and Republic of China national team shared same fodder of players during pre-1971. Most (if not all) the players playing in the Hong Kong football league. 
The ROC team practically the A-team, while Hong Kong practically the B-team, with lesser quality of players.

## Trung Hoa Dân Quốc
Huấn luyện viên:  Pau King Yin (鮑景賢)
| Số | VT | Cầu thủ                  | Ngày sinh (tuổi)           | Trận | Bàn | Câu lạc bộ          |
| -- | -- | ------------------------ | -------------------------- | ---- | --- | ------------------- |
|    | TĐ | Wong Chi Keung (黃志強)  |                            |      |     |                     |
|    | HV | Law Pak(羅北)            | 25 tháng 5, 1933 (34 tuổi) |      |     |                     |
|    |    | Kwok Chiu Ming (郭秋明)  |                            |      |     |                     |
|    |    | Tam Hon San (譚漢新)     |                            |      |     |                     |
|    |    | Pang Chi Kwong (彭志光)  |                            |      |     |                     |
|    | TV | Chan Hung Ping (陳鴻平)  | 6 tháng 12, 1942 (25 tuổi) |      |     | Yuen Long           |
|    | TV | Lam Sheung Yee (林尚義)  | 7 tháng 11, 1934 (33 tuổi) |      |     | Eastern             |
|    | TV | Wong Man Wai (黃文偉)    | 23 tháng 9, 1943 (24 tuổi) |      |     | South Trung Quốc AA |
|    |    | Kwok Mun Wah (郭滿華)    |                            |      |     |                     |
|    | TĐ | Lo Kwok Tai (羅國泰)     | 25 tháng 8, 1929 (38 tuổi) |      |     |                     |
|    |    | Mak Tian Fu (麥天富)     |                            |      |     |                     |
|    |    | Tsang Geng Hung (曾鏡洪) |                            |      |     |                     |
|    |    | Chan Tai Wu (陳泰和)     |                            |      |     |                     |
|    |    | Lam Lou Siu (林魯書)     |                            |      |     |                     |
|    |    | Hui Zung Ming (許忠明)   |                            |      |     |                     |
|    |    | Ngai Pak Hong (魏伯康)   |                            |      |     |                     |
|    |    | Chan Kwong Hung (陳光雄) |                            |      |     |                     |